# Sístole ventricular

Sístole ventricular.

La sístole ventricular és la contracció del teixit muscular cardíaco - ventricular.
Aquesta contracció provoca un augment de pressió a l'interior dels ventricles i l'expulsió de sang que contenen. S'impedeix que la sang torni a les aurícules mitjançant l'augment de pressió, que tanca les vàlvules cardíaques bicúspide i tricúspide. La sang surt per les artèries pulmonars i aorta. Aquestes també tenen les anomenades vàlvules sigmoidees, que eviten el reflux de la sang.